# 総務
総務（そうむ）とは組織全体に関する事務を扱う業務、あるいは、職務のこと。

## 企業の総務
企業の総務部門では、およそ以下のようなことを行うとされる。
- 定款案（草案）起草の補佐、改正議案作成の補佐
- 経営企画、経営補佐、参謀、経営資料作成、経営理念の策定の補助
- 全社的活動の推進と支援
- 株主総会、取締役会、経営会議などの運営、議事次第の作成
- 株主総会事務局業務、少数株主等の権利行使書面の事務処理
- 議事録の作成の補佐・保管
- 書面投票制度、電子投票制度の運用、累積投票制度の運用
- 総会屋対策、想定問答集作成
- 役員選挙の実施、選挙管理事務
- （上場企業・公開会社では、）証券取引所等の手続き、事務
- 社員名簿又は株主名簿の管理
- 社債発行に関する事務、社債管理者との打ち合わせ、少人数私募債の管理
- 広報、記者会見、マスコミ対応
- ウェブページの管理・更新
- IR（インベスター・リレーションズ・投資家情報）の発信、営業報告書の作成
- コーポレートガバナンスに関する事務
- 内部統制に関する事務、日本版SOX法対応、内部統制報告書
- 内規（社内規則、就業規則）の整備
- 地域社会との交渉、対応、企業の社会的責任（英: corporate social responsibility、略称：CSR）に関する業務
- 品質管理、製造物責任法（PL法）対応
- 官公署（行政庁）の手続、許認可申請、行政庁との折衝、業法の法令順守（企業コンプライアンス）
- 公共事業入札の手続
- 国際規格、ISO、ハラール等の認証取得の手続き、事務
- 国内規格、JIS、エコマーク、プライバシーマーク等の認証取得の手続き、事務
- 各種統計・市場調査
- 企業風土醸成、企業文化創成
- ブランディング（ブランド戦略）ブランドネームやロゴ・意匠の管理
- 組織の編成、 機関設計
- 印章（社印等）の管理
- 法人番号、マイナンバー、個人情報等の管理
- 知的財産権（特許権、著作権等）の管理
- 登記の事務（商業登記）
- 契約書の作成（厳密には対外文書作成、契約内容の交渉は外務（営業）に含まれ、案の作成は法制執務類似の行為に含まれ得る）
- 契約書等、対外文書の管理・保管
- 稟議書等、社内文書の管理・保管
- 辞令、訓示、業務連絡、指示等の社内連絡の伝達、トップダウン(上意下達)の伝達
- 社内報等の発行
- 従業員の士気向上、動機付け
- 従業員教育、社員教育、研修の実施、マニュアル作成
- ボトムアップ手法、従業員の面接、意見聴取、アンケート
- 不動産（オフィス、建物）の管理
- 動産（備品、車両）の調達・管理
- ファシリティマネジメント・オフィスのレイアウト
- 社員食堂の管理
- 秘書・ セクレタリーサービス
- 社宅管理、手配、
- 出張手配、海外赴任手配、航空券の手配、査証（ビザ）の手配、リロケーションサービス
- 外国人専門家招聘、入国管理手続
- 郵便物管理
- 顧客管理、盆歳暮、贈答品、挨拶状、年賀状等の手配
- 部門間調整、仕事の分配
- 消防・防災計画、避難訓練、防火管理者等の設置、非常食等の確保
- 防犯・警備計画、守衛、警備の統括
- 鍵、セキュリティの管理
- 衛生計画
- 情報網・連絡網の整備
- 情報通信・IT・情報システム
- 社内美化・清掃の計画
- 社員旅行、社葬、記念式典等の行事運営企画
- 慶弔事務、弔電・供花の手配
- 庶務
- その他何れの部署も担当しない事務

企業の総務部門は、「総務部」を始め、企業ごとに様々な名称で呼ばれる。中小企業では、総務部において法務、人事、労務を兼ねる場合も多い。総務と人事労務は混同される事もあるが、狭義の総務には人事労務は含まず、人事労務は総務部の下の課（人事労務課）に配置される事もある。日本企業の特徴の一つとして、「総務」部門が発達している事が指摘される。

## 職種としての総務
企業において一般事務に関する事務を担当する人の職種も、一般に「総務」と呼ばれる。企業内における総務担当者の養成状況としては、約半数が法務専門職でないジェネラリストとして要請され総務部に配属される、残りの半分弱が法務のスペシャリストとして法務部などに配置される。
ジェネラル・スタッフ、ファシリティマネージャー、バックオフィスなどとも呼ばれる。

## 専門職としての扱い
総務は、日本企業では一般職である扱いをされる事も多いが、グローバル企業では総務は「専門職」と認識される。総務を専門職とみなすように変化したのは、世界企業の30年前の流れによる。ファシリティマネジャーや総務の扱う予算は大きく、総務は役員室で発言できる人材、つまり、経営会議で利益やバランスシートについての知識が要求され得る、経営会議の議論に参加できる経営人材としての「専門職」になっていく必要がある、という風潮が生まれた。そうした流れから、昨今の、グローバル企業で総務は専門職であり、コア業務として認識される。

## 団体内部の自治と総務
定款、株主総会、取締役会、経営会議等、組織全体に関わる事務であれば「総務」（「総務部」）の仕事に分類される。定款案や株主総会議案の起案、想定問答集作成等の事務局業務は、用字・用語や言い回しや体裁についての細かい決まりごとに注意を払う必要があり法制執務に類似した作業が伴う為、総務という専門部署が必要とされる。また、経営者や、大株主、少数株主、従業員（社員）等のステークホルダーの意見を反映させる必要性から経営参謀たる総務が適任とされる。また株主総会の決議は法律が争点にならず、株主の多数決、即ち株主の政治経営判断が争点になるからとも説明されている。株主総会などの組織（部分社会）の判断は、基本的に法律に優先する。日本国内の裁判・判例でも、団体内部の規律問題については司法審査が及ばない、とする法理「部分社会論（部分社会の法理）」等の理論が存在する。
総務の株主総会での一般的な役割とは、総会をつつがなく執り行い、総会での議案を粛々と成立させ、総会を成功に導くことである。

## 従業員参加型経営と総務
昨今、従業員参加型の経営手法が注目されているが、総務の役割として、社内従業員の意見をアンケート等の手法で集めるボトムアップ手法や、従業員の士気向上を図る等、従来からその役割がある事が指摘される。人材、技術、組織力、顧客とのネットワーク、ブランド等の目に見えない知的資産を経営上の財産と考える「知的資産経営」などもその手法の一つであり、総務には企業組織に影響を与え、従業員の「士気（モチベーション）」や「組織力」や「ブランド力」などを高める役割も在ると考えられている。

## 不動産管理（ファシリティマネジメント）、備品管理、車両管理と総務
総務の伝統的な業務には、不動産（賃貸・所有）の管理、什器備品等の管理、車両（リース・所有）の管理などもある。特に昨今注目されているのは、ファシリティマネジメントである。

## 業法、行政法規のコンプライアンス業務
各業界を取り締まっている業法や行政法規の法令遵守（企業コンプライアンス）の推進の為の業務は総務の業務の中で大きな範囲を占める。業界の監督を行っている監督官庁（官公署）への許認可申請等の行政手続き、渉外は総務の仕事とする企業が多い。
例としては、
- 宅地建物取引業、許認可申請、帳簿の備え付け、従業員名簿の備え付け、
- 建設業、許認可申請、帳簿の備え付け、毎年の決算変更届、公共事業入札参加の前提となる経営事項審査など
- 運送業、許認可申請、帳簿の備え付け、車両の整備計画、運行管理など
- 古物商、許認可申請、古物台帳（帳簿）の備え付けなど

## 総務の広報（PR）の業務
総務は、企業のPR活動（パブリック・リレーションズ活動）を仕事にしている事が多い。
松岡紀雄（元神奈川大学名誉教授）は対米PR論の講義で、日本社会とアメリカ社会の違い、そして、企業の広報（パブリック・リレーションズ）活動について論じている。

## 総務の最高責任者
最高知識責任者 (chief knowledge officer) 等の役職を設ける企業もある。
最高知識責任者《Chief Knowledge Officer》CKO. は知識の保存によって企業価値が最大限になるよう保障する責任がある役員。 ナレッジ・マネジメントを実施する組織において、全社的なナレッジ管理に責任を持つ役職。
米国の法人や英連邦諸国や香港の会社には、日本で一般に法人の総務部が管掌するとされる、法人の登記に関する事務、法人の社員名簿又は株主名簿の管理、法人の社員総会又は株主総会並びに理事会又は取締役会の手続きの議事録への記録および保管、招集に関する事務、議案や資料の交付等の事務、法人の公式文書の保管および管理、法人印（シール）の保管などについて責任を負う、法人の書記役 (secretary) や最高総務責任者 (chief administrative officer) 等の役員および役員を補佐する部署が設置されるので、この部署が総務部にあたる職務を行う。

## 能力としての総務
総務に必要とされるスキルは様々ある。概ね、事務処理能力、財務諸表を理解する簿記会計の知識、情報通信の知識、役所（行政）の手続き(許認可申請等)の知識・経験、会社法の知識、株主総会の事務の知識、各部署との調整能力、コミュニケーション能力などと言われている。
日本国内の資格制度では、総務省所管の資格として行政書士（総務省自治行政局所管）がある。行政書士の試験には、政治、経済、社会、情報通信、会社法、行政法、個人情報保護法等の総務に必要な分野からの出題があることから、総務に適した資格と言われている。行政書士の業務範囲は総務の業務範囲と重複する部分が多く、例えば行政手続(許認可申請等)、定款、株主総会議事録等の書類の作成は行政書士の独占業務である（行政書士法第１条の２）。従って行政書士の業務は企業の総務部門からの外部委託（アウトソーシング）である事が多い。また、数年前から行政書士業界では中小企業等を対象に組織力や士気など目に見えない企業特有の知的資産を評価する知的資産経営を普及させる為のシンポジウム、相談会などを開催している。
その他総務省所管の資格としては、無線従事者、総合無線通信士、陸上無線技術士、陸上特殊無線技士、アマチュア無線技士
電気通信主任技術者、工事担任者、危険物取扱者、消防設備士、消防設備点検資格者、防火管理者、防火対象物点検資格者、防災管理者、 防災管理点検資格者なども総務に望ましい資格になる。
情報通信関連の資格としては、基本情報技術者等、簿記会計の資格としては簿記検定等がある。その他、登記に専門特化した資格である司法書士（法務省所管）、人事労務の専門としての社会保険労務士（厚生労働省所管）、特許の専門として弁理士（特許庁所管）が存在する。